# Kylie's Non-Stop History 50+1
| Đánh giá chuyên môn | Đánh giá chuyên môn |
| Nguồn đánh giá      | Nguồn đánh giá      |
| Nguồn               | Đánh giá            |
| ------------------- | ------------------- |
| Allmusic            | [ 1 ]               |

Kylie's Non-Stop History 50+1 là một tuyển tập của ca sĩ người Úc Kylie Minogue. Album được phát hành ngày 1 tháng 7 năm 1993 tại Nhật Bản và Anh, nơi album được phát hành tháng 10 năm 1993. Album đa số gồm những bài hát của Minogue khi cô thuộc hãng PWL cùng bản phối Techno Rave của "Celebration". Tất cả những bài hát đều cùng nhau kết hợp thành một bản megamix. Album đã giành vị trí 68 tại Anh và vị trí 59 trên bảng xếp hạng Album Oricon Nhật Bản với 13,660 bản tiêu thụ.

## Danh sách bài hát
1. "Do You Dare"
2. "I Guess I Like It Like That/Keep on Pumpin' It"
3. "Closer"
4. "Shocked"
5. "Things Can Only Get Better"
6. "What Do I Have to Do?"
7. "Better the Devil You Know"
8. "What Kind of Fool (Heard All That Before)"
9. "Secrets"
10. "Where in the World?"
11. "Give Me Just a Little More Time"
12. "I Miss You"
13. "Step Back in Time"
14. "Celebration"
15. "Right Here, Right Now"
16. "Always Find the Time"
17. "Look My Way"
18. "Count the Days"
19. "One Boy Girl"
20. "Rhythm of Love"
21. "Word Is Out"
22. "Just Wanna Love You"
23. "It's No Secret"
24. "I'll Still Be Loving You"
25. "Let's Get to It"
26. "Too Much of a Good Thing"
27. "Live and Learn"
28. "Finer Feelings"
29. "The World Still Turns"
30. "My Secret Heart"
31. "No World Without You"
32. "Especially for You" (song ca với Jason Donovan)
33. "Say the Word — I'll Be There"
34. "Tears on My Pillow"
35. "Tell Tale Signs"
36. "If You Were with Me Now"
37. "Heaven and Earth"
38. "Nothing to Lose"
39. "Wouldn't Change a Thing"
40. "Je Ne Sais Pas Pourquoi"
41. "Made in Heaven"
42. "Hand on Your Heart"
43. "Enjoy Yourself"
44. "I'm Over Dreaming (Over You)"
45. "Never Too Late"
46. "Love at First Sight"
47. "Got to Be Certain"
48. "Turn It into Love"
49. "I Should Be So Lucky"
50. "The Loco-Motion"
51. "Celebration" (Bản phối của Techno Rave)